# Gregg Popovich
Gregg Charles Popovich (n. 28 ianuarie 1949, East Chicago⁠(d), Indiana, SUA) este un fost antrenor american de baschet de origine croată și sârbă. A fost antrenorul principal al echipei San Antonio Spurs timp de 29 de sezoane, din 1996 până în 2025, perioadă în care a câștigat cinci campionate NBA și a fost antrenorul activ cu cea mai lungă perioadă din NBA, precum și din toate celelalte ligi sportive majore din Statele Unite. După 29 de sezoane ca antrenor principal al echipei Spurs, Popovich a demisionat în 2025 și a preluat un rol de administrație, de președinte al operațiunilor de baschet ale echipei texane.

## Cariera
În 1970, a absolvit Academia Forțelor Aeriene ale Statelor Unite, unde a jucat timp de patru ani în echipa de baschet al colegiului. După facultate, a servit cinci ani în Forțele Aeriene, jucând pentru echipa de baschet a Forțelor Aeriene ale SUA. A fost chiar luat în considerare pentru echipa SUA pentru Jocurile de la München din 1972. În 1973, a fost numit antrenor secund al echipei Academiei Forțelor Aeriene și a ocupat această funcție timp de șase ani. În această perioadă, a obținut o diplomă de master în educație fizică de la Universitatea din Denver.
În 1979, a devenit antrenorul principal al echipei colegiului Pomona-Pitzer (forțele combinate ale Colegiului Pomona și Colegiului Pitzer). În acest timp, l-a întâlnit pe antrenorul echipei de la Universitatea din Kansas, Larry Brown, cu care a făcut ucenicie. S-a împrietenit cu el, iar în sezonul 1985/86 i-a fost asistent voluntar. Când Brown a devenit antrenorul principal al echipei NBA San Antonio Spurs un an mai târziu, Popovich a devenit asistentul său șef. A lucrat acolo până în 1992, când a fost concediat întreg corpul de antrenori. Apoi s-a mutat la Golden State Warriors, unde l-a ajutat pe Don Nelson.
În 1994, s-a întors la Spurs ca director general și vicepreședinte al operațiunilor de baschet. În sezonul 1996–97, Popovich l-a concediat pe antrenorul principal al lui Spurs, Bob Hill, și s-a numit succesorul său. Mișcarea a fost puternic criticată de mass-media.
În anul următor, Popovich la recrutat pe Tim Duncan cu alegerea numărul unu în draft. Bazându-se jocul echipei pe doi jucători înalți - Duncan și David Robinson, el a condus echipa la primul lor titlu de campioană NBA în 1999. În 2002, a demisionat din funcția de director general, rămânând doar antrenor principal al echipei. În anii următori, a condus echipa la următoarele trei titluri de campioană, în 2003, 2005 și 2007. A fost numit Antrenorul Anului în 2003.
Popovich a acționat și ca antrenor al echipei naționale a SUA. În 2002, l-a asistat pe George Karl la Campionatul Mondial. El a lucrat, de asemenea, la staff-ul de antrenori în timpul calificărilor pentru Jocurile din 2004 și apoi chiar la Jocurile Olimpice.
La sfârșitul sezonului 2011/12, Popovich bifa 1.246 de meciuri NBA ca antrenor, dintre care 847 erau câștigate. El avea, de asemenea, 195 de meciuri din playoff , dintre care 118 sunt câștigate. În 2011, a condus echipa Vestului la NBA All-Star Game.
În 2012, a primit pentru a doua oară premiul NBA Coach of the Year.
În sezonul 2012–13, San Antonio Spurs, cu Popovich pe bancă, a înregistrat al doilea cel mai bun record din Conferința de Vest, 58–24 în sezonul regulat. În playoff, Popvich a condus echipa spre marea finală a NBA, unde Spurs au pierdut în cele din urmă cu Miami Heat în șapte jocuri. A fost a cincea finală a lui Popovich.
Pe 22 aprilie 2014, Popovich a primit premiul Antrenorul Anului NBA pentru a treia oară în carieră, egalând recordul ligii. Două luni mai târziu, a câștigat al cincilea campionat NBA cu San Antonio Spurs (au învins Miami Heat cu 4-1 în finală), devenind al cincilea antrenor din istoria ligii care a făcut acest lucru.